# Chad LaRose
Chad Larose, född 27 mars 1982 i Fraser, Michigan, är en amerikansk professionell ishockeyforward som spelar för Carolina Hurricanes i NHL. LaRose har vunnit en Stanley Cup med Carolina Hurricanes säsongen 2005–06. LaRose har tidigare spelat för Lowell Lock Monsters i AHL.

## Statistik

### Klubbkarriär
| 2000–01    | Plymouth Whalers     | OHL        | 32  | 18 | 7  | 25  | 24  | 19 | 10 | 10 | 20 | 22 |
| 2001–02    | Plymouth Whalers     | OHL        | 53  | 32 | 27 | 59  | 40  | 6  | 3  | 4  | 7  | 16 |
| 2002–03    | Plymouth Whalers     | OHL        | 67  | 61 | 56 | 117 | 52  | 15 | 9  | 8  | 17 | 25 |
| 2003–04    | Lowell Lock Monsters | AHL        | 36  | 7  | 9  | 16  | 29  | —  | —  | —  | —  | —  |
| 2003–04    | Florida Everblades   | ECHL       | 41  | 16 | 19 | 35  | 16  | 14 | 3  | 4  | 7  | 20 |
| 2004–05    | Lowell Lock Monsters | AHL        | 66  | 20 | 22 | 42  | 32  | 11 | 3  | 5  | 8  | 10 |
| 2005–06    | Lowell Lock Monsters | AHL        | 23  | 14 | 11 | 25  | 10  | —  | —  | —  | —  | —  |
| 2005–06    | Carolina Hurricanes  | NHL        | 49  | 1  | 12 | 13  | 35  | 21 | 0  | 1  | 1  | 10 |
| 2006–07    | Carolina Hurricanes  | NHL        | 80  | 6  | 12 | 18  | 10  | —  | —  | —  | —  | —  |
| 2007–08    | Carolina Hurricanes  | NHL        | 58  | 11 | 12 | 23  | 46  | —  | —  | —  | —  | —  |
| 2008–09    | Carolina Hurricanes  | NHL        | 81  | 19 | 12 | 31  | 35  | 18 | 4  | 7  | 11 | 16 |
| 2009–10    | Carolina Hurricanes  | NHL        | 56  | 11 | 17 | 28  | 24  | —  | —  | —  | —  | —  |
| 2010–11    | Carolina Hurricanes  | NHL        | 82  | 16 | 15 | 31  | 59  | —  | —  | —  | —  | —  |
| 2011–12    | Carolina Hurricanes  | NHL        | 67  | 19 | 13 | 32  | 48  | —  | —  | —  | —  | —  |
| NHL totalt | NHL totalt           | NHL totalt | 473 | 83 | 93 | 176 | 257 | 39 | 4  | 8  | 12 | 26 |

### Internationellt
| Year          | Team          | Comp          | GP | G | A | Pts | PIM |
| ------------- | ------------- | ------------- | -- | - | - | --- | --- |
| 2002          | USA           | JVM           | 7  | 2 | 2 | 4   | 0   |
| 2007          | USA           | VM            | 7  | 2 | 1 | 3   | 2   |
| Junior totalt | Junior totalt | Junior totalt | 7  | 2 | 2 | 4   | 0   |
| Senior totalt | Senior totalt | Senior totalt | 7  | 2 | 1 | 3   | 2   |